# Ermita de San Miguel (El Frago)
La ermita de San Miguel es una ermita de estilo románico de la localidad aragonesa de El Frago (España). En 2002 fue declarada Bien Catalogado del Patrimonio Cultural Aragonés. Localizada en las afueras del núcleo urbano, es un pequeño edificio románico construido entre finales del siglo xii y comienzos del siglo xiii.
Consta de una sola nave rectangular de cuatro tramos, correspondientes tres de ellos a la nave y uno a la cabecera, recta y de menor anchura que la nave.
En el interior forma un volumen unitario y de características sencillas, se trata de un espacio cerrado con bóveda de cañón apuntado sobre arcos fajones que descargan en los muros a través de una línea de imposta que recorre el interior. Los muros están recorridos por medias columnas adosadas a la pared.
En el exterior, el sencillo volumen prismático se cerró con cubierta a dos aguas; en la escasa articulación de los muros destacan tan solo las pequeñas aspilleras a los pies y en la cabecera, con derrame interno, así como el vano de la portada de acceso abierto en el muro de la epístola en arco de medio punto enmarcado por cuatro arquivoltas apoyadas sobre capiteles con decoración escultórica; las columnas que sustentaban han desaparecido; remata la composición el tímpano, apoyado en salmeres en voladizo, que contiene un crismón de tradición jaquesa.